# François Froment-Meurice
François Froment-Meurice (ur. 8 maja 1949 w Paryżu) – francuski polityk, prawnik i urzędnik, od 1992 do 1994 poseł do Parlamentu Europejskiego III kadencji.

## Życiorys
Kształcił się w Instytucie Nauk Politycznych w Paryżu. W 1973 został absolwentem École nationale d’administration (promocja François Rabelais). Pracował jako urzędnik w Radzie Stanu. W 1984 założył stowarzyszenie SOS-Chrétiens du Liban.
W 1989 bez powodzenia startował do Parlamentu Europejskiego z listy koalicyjnej Unii na rzecz Demokracji Francuskiej; mandat objął 5 września 1992 w miejsce Jean-Louisa Borloo. Dołączył do Europejskiej Partii Ludowej, od maja 1993 do lipca 1994 zasiadał w jej prezydium. został m.in. członkiem Komisji ds. Swobód Obywatelskich i Spraw Wewnętrznych oraz Komisji ds. Instytucjonalnych. Później podjął praktykę jako adwokat.